# Ernst Hauck
Ernst Hauck (* 26. April 1954 in Erlangen) ist ein deutscher Jurist und war Vorsitzender Richter am Bundessozialgericht.

## Leben
Ernst Hauck wurde 1954 in Erlangen als Sohn von Karl Hauck (Mediävist) geboren. Wie dieser, stammt er aus der fränkischen Müllers- und Fabrikantenfamilie Hauck.
Hauck studierte an der Westfälischen Wilhelms-Universität in Münster Rechtswissenschaft und leistete am Landgericht Münster seinen Referendardienst ab. An der Universität Münster war er von 1982 bis Ende 1986 als wissenschaftlicher Mitarbeiter tätig und promovierte dort zum Thema Wirtschaftsgeheimnisse – Informationseigentum kraft richterlicher Rechtsbildung?
Im Januar 1987 wurde er Richter in der Sozialgerichtsbarkeit des Landes Nordrhein-Westfalen, ab März 1991 abgeordnet an das Landessozialgericht Essen, wo er ab April 1993 zum Richter und im Februar 2002 zum Vorsitzenden Richter ernannt wurde.
Seit dem 1. Juni 2005 war Ernst Hauck Richter am Bundessozialgericht und gehörte dort dem 1. Senat an, der sich mit dem Recht der gesetzlichen Krankenversicherung befasst. Im Januar 2011 wurde er stellvertretender Vorsitzender, im August 2016 Vorsitzender des Senats. Mit Erreichen der Altersgrenze am 31. Dezember 2019 ist er in den Ruhestand getreten.
Daneben ist Hauck seit 2012 Honorarprofessor an der Martin-Luther-Universität Halle-Wittenberg.

## Schriften (Auswahl)
- Ernst Hauck: Wirtschaftsgeheimnisse – Informationseigentum kraft richterlicher Rechtsbildung? Zum Konflikt zwischen Freiheit, Eigentum und Öffentlichkeit. Duncker u. Humblot, Berlin 1987, ISBN 978-3-428-06329-1 (Zugl.: Münster, Univ., Diss., 1986).
- Ernst Hauck,  Rudolf Lukes, Klaus Vieweg: Schutz von Betriebs- und Geschäftsgeheimnissen in ausgewählten EG-Staaten. Grundlagen und Grenzen der behördlichen Verwendung. In: Münsterische Beiträge zur Rechtswissenschaft. Band 17. Duncker u. Humblot, Berlin 1986, ISBN 978-3-428-06026-9.
- Soziale Pflegeversicherung. In: Ernst Hauck (Hrsg.): Juris PraxisKommentar SGB. Buch 11. Juris, Saarbrücken 2014, ISBN 978-3-86330-028-9.